# Con Blatsis
Constantinos « Con » Blatsis, né le 6 juillet 1977 à Melbourne, est un footballeur international australien qui évoluait au poste de défenseur.

## Biographie

### En club
Con Blatsis évolue en Australie, en Angleterre, en Turquie et en Irlande.

### En équipe nationale
Il joue pour les équipes australiennes des moins de 20 ans et des moins de 23 ans, avant de disputer deux matches avec l'équipe nationale A. 
Il débute avec l'équipe d'Australie A le 7 octobre 2000.
Il participe également aux Jeux olympiques d'été de 2000 .

## Statistiques

### Club
| Club                       | Saison         | Championnat              | Championnat | Championnat | Coupe nationale | Coupe nationale | Compétition continentale | Compétition continentale | Total | Total |
| Club                       | Saison         | Division                 | M           | B           | M               | B               | M                        | B                        | M     | B     |
| -------------------------- | -------------- | ------------------------ | ----------- | ----------- | --------------- | --------------- | ------------------------ | ------------------------ | ----- | ----- |
| South Melbourne            | 1995–96        | National Soccer League   | 19          | 1           | 8               | 0               | 0                        | 0                        | 27    | 1     |
| South Melbourne            | 1996–97        | National Soccer League   | 23          | 1           | 2               | 0               | 0                        | 0                        | 25    | 1     |
| South Melbourne            | 1997–98        | National Soccer League   | 23          | 1           | 0               | 0               | 0                        | 0                        | 23    | 1     |
| South Melbourne            | 1998–99        | National Soccer League   | 7           | 0           | 0               | 0               | 0                        | 0                        | 7     | 0     |
| South Melbourne            | 1999–2000      | National Soccer League   | 24          | 1           | 0               | 0               | 4                        | 0                        | 28    | 1     |
| South Melbourne            | Total          | Total                    | 96          | 4           | 10              | 0               | 4                        | 0                        | 110   | 4     |
| Derby County               | 2000–01        | Premier League           | 2           | 0           | 0               | 0               | 0                        | 0                        | 2     | 0     |
| Sheffield Wednesday (prêt) | 2000–01        | First Division           | 6           | 0           | 2               | 0               | 0                        | 0                        | 8     | 0     |
| Colchester United          | 2001–02        | Second Division          | 7           | 0           | 0               | 0               | 0                        | 0                        | 7     | 0     |
| Kocaelispor                | 2002–03        | Süper Lig                | 9           | 1           | 2               | 0               | 0                        | 0                        | 11    | 0     |
| Kocaelispor                | 2003–04        | TFF First League         | 2           | 0           | 1               | 0               | 0                        | 0                        | 3     | 0     |
| Kocaelispor                | Total          | Total                    | 11          | 1           | 3               | 0               | 0                        | 0                        | 14    | 0     |
| St Patrick's Athletic      | 2004           | League of Ireland        | 0           | 0           | 2               | 0               | 0                        | 0                        | 2     | 0     |
| South Melbourne            | 2005           | Victorian Premier League | 15          | 0           | 0               | 0               | 0                        | 0                        | 15    | 0     |
| South Melbourne            | 2006           | Victorian Premier League | 11          | 0           | 0               | 0               | 0                        | 0                        | 11    | 0     |
| South Melbourne            | 2007           | Victorian Premier League | 0           | 0           | 0               | 0               | 0                        | 0                        | 0     | 0     |
| South Melbourne            | 2008           | Victorian Premier League | 0           | 0           | 0               | 0               | 0                        | 0                        | 0     | 0     |
| South Melbourne            | 2009           | Victorian Premier League | 0           | 0           | 0               | 0               | 0                        | 0                        | 0     | 0     |
| South Melbourne            | Total          | Total                    | 26          | 0           | 0               | 0               | 0                        | 0                        | 26    | 0     |
| Total carrière             | Total carrière | Total carrière           | 149         | 5           | 17              | 0               | 4                        | 0                        | 170   | 5     |

### Sélection nationale
| Équipe nationale australienne | Équipe nationale australienne | Équipe nationale australienne |
| Année                         | Matchs                        | Buts                          |
| ----------------------------- | ----------------------------- | ----------------------------- |
| 2000                          | 1                             | 0                             |
| 2001                          | 1                             | 0                             |
| Total                         | 2                             | 0                             |

## Palmarès

### En club
South Melbourne
- Vainqueur de la Coupe des champions d'Océanie en 1999
- Champion d'Australie en 1998 et 1999
- Vainqueur de la Coupe d'Australie (Coupe NSL) en 1996
- Vainqueur de la Victorian Premier League en 2006

### En équipe nationale
Australie U-20
- Vainqueur du championnat d'Océanie des moins de 20 ans en 1997